# Taḥṭīb

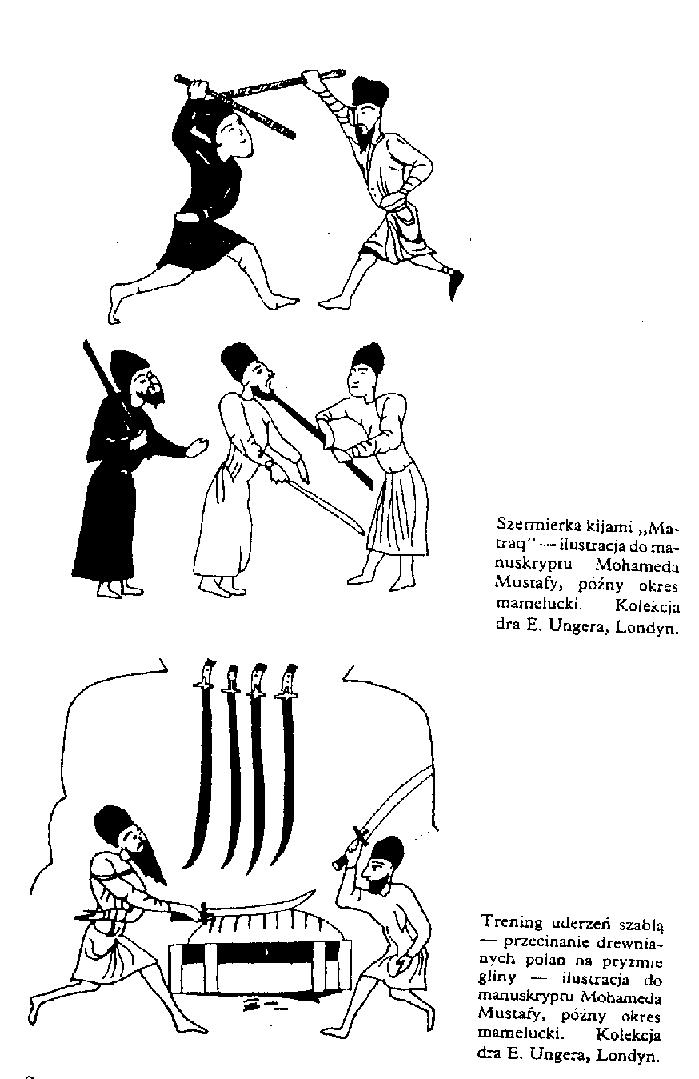
Una scena di taḥṭīb.

Il taḥṭīb (in arabo تحطيب‎?) è un'arte marziale originaria dell'Egitto. Si basa principalmente sull'uso del bastone di legno per colpire, difendersi e schivare. Il bastone utilizzato è lungo circa 120 cm ed è chiamato Asa", "Asaya"/"Assaya o Nabboot. Ne esiste un'altra versione lunga 365 cm usata per la scherma a cavallo.

## Etimologia
Il nome completo arabo del taḥṭīb è "Fann el Nazaha Wal Tahtib" che significa "L'arte, (Fann) della rettitudine e dell'onestà (Nazaha) attraverso l'uso del bastone". Il termine "Tahtib" deriva da "Hatab" che significa "boscaiolo" ; "Hatab" si riferisce a colui che compie, mentre taḥṭīb è riferito all'arte o al modo similare del "Karate" piuttosto del "Karate-Do" o "Aiki" piuttosto che "Aikidō".

## Storia
Le origini di quest'arte risalgono al II millennio a.C.,, infatti alcuni gesti del taḥṭīb sono incisi in tre tombe fra quelle scavate nella roccia 39 nel sito archeologico Beni Hasan, lungo la sponda orientale del Nilo, vicino alla città di Minya. La necropoli comprende tombe di funzionari nomarchi dell'XI e della XII dinastia dell'Antico Egitto. Gli antichi egizi praticavano la scherma col bastone o il combattimento col bastone come forma di intrattenimento; quest'arte marziale non veniva impiegata nei veri combattimenti ma soprattutto come allenamento o sport.
L'arte del combattimento col bastone durante la XXI dinastia doveva probabilmente essere simile al kenjutsu giapponese.
La scherma con il bastone continua ad essere praticata in Egitto durante le feste e i mesi del ramadan. Esibizioni vengono allestite durante le cerimonie matrimoniali. È attualmente conosciuta con il nome di taḥṭīb.